# Neriene flammea
Neriene flammea är en spindelart som beskrevs av van Helsdingen 1969. Neriene flammea ingår i släktet Neriene och familjen täckvävarspindlar. Inga underarter finns listade i Catalogue of Life.